# Hexadekagontal
Hexadekagontal är en sorts figurtal som representerar en hexadekagon. Det n:te hexadekagontalet ges av formeln
{\displaystyle {\frac {14n^{2}-12n}{2}}}
De första hexadekagontalen är:
0, 1, 16, 45, 88, 145, 216, 301, 400, 513, 640, 781, 936, 1105, 1288, 1485, 1696, 1921, 2160, 2413, 2680, 2961, 3256, 3565, 3888, 4225, 4576, 4941, 5320, 5713, 6120, 6541, 6976, 7425, 7888, 8365, 8856, 9361, 9880, 10413, 10960, 11521, … (talföljd A051868 i OEIS)